# 七次反南斯拉夫游擊隊攻勢
七次反南斯拉夫游擊隊攻勢，在前南斯拉夫的一些資料來源的七次敵人攻勢 （塞爾維亞、克羅埃西亞：Sedam neprijateljskih ofanziva / ofenziva），是第二次世界大戰中在前南斯拉夫領土上由軸心國實施的共7次系列軍事行動，以攻擊南斯拉夫游擊隊。分別為：
- 第一次反南斯拉夫游擊隊攻勢（第1次敵人進攻）是軸心國在1941年秋季對烏日採共和國的攻擊，這是一片由南斯拉夫游擊隊在塞爾維亞西部所建立的一片解放領土。1941年11月德軍攻擊和重新佔領這片領土，大多數南斯拉夫游擊隊逃往克羅地亞獨立國治下的波斯尼亞。正是在這一攻勢，南斯拉夫游擊隊和保皇黨的塞爾維亞游擊隊之間脆弱的協作關係破裂，公開敵視對方。

- 第二次反南斯拉夫游擊隊攻勢（第2次敵人進攻）是在1942年1月由軸心國部隊對在波斯尼亞東部南斯拉夫游擊隊所作的協同攻擊。南斯拉夫游擊隊為避免再次被包圍並被迫撤退至薩拉熱窩附近的伊格曼山區。

- 第三次反南斯拉夫游擊隊攻勢（第3次敵人進攻）是在1942年春季對在波斯尼亞東部、義大利佔領下的蒙的內哥羅、桑扎克和赫塞哥維納的南斯拉夫游擊隊之進攻。德義聯軍稱此次是代號為三重奏行動，但南斯拉夫游擊隊在行動結束時再次及時逃出。有一些資料來源錯誤地稱這次行動為發生在1942年夏季的科扎拉戰役。

- 第四次反南斯拉夫游擊隊攻勢（第4次敵人進攻）也稱為雷特瓦戰役案件或白色行動，該戰役之戰場跨越波斯尼亞西部及黑塞哥維那北部，最終南斯拉夫游擊隊撤退至雷特瓦河。該戰役發生在1943年1月至4月。

- 第五次反南斯拉夫游擊隊攻勢（第5次敵人進攻）也被稱為戰役蘇積斯卡河戰役或黑色行動。這次行動後緊接著的第四次進攻之後展開，其中德軍於1943年5月至6月在波斯尼亞東南部及蒙的內哥羅北部包圍南斯拉夫游擊隊。

- 第六次反南斯拉夫游擊隊攻勢（第6次敵人進攻）是在義大利投降後由德意志國防軍和克羅地亞獨立國烏斯塔沙進行的一系列行動，企圖確保亞得里亞海海岸。該攻勢在1943年秋季和冬季至1944年展開。

- 第七次反南斯拉夫游擊隊攻勢（第7次敵人進攻）是在1944年春季在波斯尼亞西部的最後攻擊行動，包括跳馬行動（飛躍騎士），未能成功地消滅約瑟普·布羅茲·狄托本人及消滅南斯拉夫游擊隊的領導屬。